# Exopropacris rehni
Exopropacris rehni är en insektsart som först beskrevs av Sjöstedt 1923.  Exopropacris rehni ingår i släktet Exopropacris och familjen gräshoppor. Inga underarter finns listade i Catalogue of Life.